# ハイイロアザラシ
ハイイロアザラシ（灰色海豹、Halichoerus grypus）は食肉目鰭脚類アザラシ科ハイイロアザラシ属に属するアザラシである。
ハイイロアザラシ属（灰色海豹属）はアザラシ科に属する属の一つであり、ハイイロアザラシ1種で構成される。

## 生息地

### 分布
ハイイロアザラシは、北大西洋の東西両側に棲息する。

### 東側個体群
北大西洋の東側、特にイギリスとアイルランドにおいては、沿岸部やその近傍に形成された営巣地（コロニー）で繁殖を行う。著名な大規模営巣地としては、イングランド・ノーサンバーランド沖に位置するファーン諸島（約6000頭）、スコットランド北部沖合のノース・ロナ、アイルランド・ダブリン沖のランベイ島などが挙げられる。ハイイロアザラシは、ブリテン諸島に生息する哺乳類の中で最大であり、雄の体長は2.5メートルから3.3メートル、体重は最大で300キログラムに達する。一方、雌は雄と比較して著しく小型であり、典型的な体長は1.6メートルから2メートル、体重は100キログラムから150キログラム程度である。ブリテン諸島の北部および西部海岸では比較的容易に観察されるが、南東部海岸においてはゼニガタアザラシの方がより多く確認されている。

### 西側個体群
北大西洋の西側においては、ハイイロアザラシはアメリカ合衆国ニュージャージー州以北の北アメリカ大陸大西洋岸において一般的なアザラシである。カナダにおいては、セントローレンス湾に位置するニューファンドランド島およびその周辺海域、ケベック州などで頻繁に観察される。アメリカ合衆国においては、ニューイングランド沖（特にメイン州およびマサチューセッツ州）では周年生息しており、その数はやや減少するものの、中部大西洋に位置する州でも確認され、南はバージニア州付近まで分布する。冬季には、沿岸の岩礁地帯、小島、浅瀬などに群集し、砂浜で休息する様子がしばしば見られ、その姿は大きな灰色のバナナに例えられる。春季になると、離乳直後や1歳程度の若いアザラシが迷子となり、海岸に打ち上げられている痛ましい光景も散見される。

## 出産と成長

### 出産期
ハイイロアザラシの出産期は、生息地域によって異なる。東大西洋においては秋（9月から11月）に、西大西洋においては冬（1月から2月）にそれぞれ繁殖期を迎える。

### 仔の成長
生まれたばかりの仔は、全身が密生した柔らかい白色の毛で覆われており、小さく、皮膚には皺が見られる。しかし、母親から栄養価の高い濃厚なミルクを与えられることで、急速に体重を増加させ、短期間で樽のような体型へと成長する。

### 独立
生後1か月程度が経過すると、仔の白い産毛は抜け落ち、成獣と同様の撥水性を持つ密な毛に生え変わる。この頃になると、仔は自力で魚類を捕食するために海へと入るようになる。

## 食性
長らくハイイロアザラシはタラなどの魚類を主な餌としていると考えられてきた。しかしながら、近年の目撃情報や解剖調査の結果から、魚類に加えてネズミイルカやゼニガタアザラシといったより大型の生物も捕食している可能性が示唆されている。さらに、一部の研究者によってハイイロアザラシによる共食いが観察されている。

## 北大西洋西部における生息数の増加
近年、北大西洋の西側海域において、ハイイロアザラシの生息数が顕著な増加傾向を示している。カナダにおいては、この状況に対し、ハイイロアザラシの駆除を求める声が上がっている。しかしながら、現時点において、具体的な駆除措置が実施される予定はない。

### アメリカ合衆国における生息数の増加と保護法
アメリカ合衆国においても同様にハイイロアザラシの生息数は増加している。同国では、数年来にわたり、海洋哺乳類保護法（Marine Mammals Protection Act）によってハイイロアザラシは保護の対象となっており、現在もなお、これらに危害を加える行為は法律によって禁じられている。同法が施行される以前は、メイン州においてわずかな数の繁殖地（コロニー）が確認されるに過ぎなかった。しかし、今日では、ニューヨーク州やニュージャージー州近郊の海岸においても生息数が増加しており、繁殖地の南下傾向が見られる。アメリカ合衆国においても、近い将来にアザラシ猟が解禁される見込みは低いと考えられる。

## 日本沿岸での観察記録

### 秋田県雄物川河口での幼獣観察
2006年、秋田県を流れる雄物川の河口において、小型のアザラシが観察された記録がある。その形態的特徴から、この個体は幼年期のハイイロアザラシであると推測されている。

### 日本沿岸における異例の記録
一般的に、ハイイロアザラシは日本の沿岸域を主要な生息域としていない。したがって、この雄物川河口での観察例は、極めて稀な事例として注目される。

### 個体愛称
なお、この観察されたハイイロアザラシの幼獣は、地域住民や観察者によって「おもちゃん」という愛称で呼ばれていた。